# Noces de sang (Lorca)
Pour les articles homonymes, voir Noces de sang.
.
Noces de sang (Bodas de Sangre) est l'une des pièces de théâtre majeures de Federico García Lorca, écrite en 1931. Drame s'inspirant de la vie traditionnelle des villages andalous, cette pièce retrace l'histoire tragique d'une passion impossible mais irrépressible, dans la société fermée d'une petite bourgade. Elle illustre les éléments essentiels de l'œuvre de Lorca, notamment son attachement à la terre et au peuple andalous, ainsi que son attrait pour le fantastique issu de ses liens avec le surréalisme.

## Les personnages
- La Madre (la mère) : mère du fiancé, cette vieille femme a perdu son mari et son fils aîné, tombés sous les coups des Felix, à qui la famille voue une haine ancestrale. Le mariage de son fils cadet signifie pour elle la solitude la plus totale, enfermée entre les quatre murs de sa maison, à remuer sa haine contre la famille ennemie.
- El Novio (le fiancé) : jeune et bien fait, il possède une bonne condition sociale et a su, à force de travail et d'acharnement, réunir de bonnes terres, se constituant un capital suffisant pour réussir un bon mariage.
- La Novia (la fiancée) : jeune fille de bonne famille, en possession de vastes terres, elle vit avec son père dans une grotte, habitat typique du sud  de l'Espagne, assez isolée du reste du village.
- Leonardo : seul personnage nommé de l'histoire, il est marié et a un petit garçon avec une femme qui n'est autre que la cousine de la Novia. Il fait partie de la famille des Felix et a antérieurement été fiancé à la Novia, qu'il n'a pu épouser faute d'argent.
- La Mujer (la femme de Leonardo) : c'est elle qui dénonce la fuite des deux amoureux (la Novia et Leonardo).

## Résumé de la pièce
Tout semble sourire au jeune Novio qui, après avoir réuni de bonnes terres, se fiance à la belle et riche Novia ; le mariage se prépare selon les traditions et tout paraît se passer sans heurt dans un monde attentif à les respecter. Mais dans l'intimité les choses ne sont pas si évidentes. La mère du Novio, peu enthousiaste à l'idée de se retrouver seule en sa maison jusqu'à sa mort, voit d'un mauvais œil cette union, prêtant l'oreille aux moindres commérages au sujet de la promise.  Elle accepte finalement, pour le bonheur de son fils et dans l'espoir des petits-fils et petites-filles qui seront un secours à sa solitude. 
La Novia, si elle est fermement décidée à épouser son fiancé puis passer ainsi qu'il se doit le reste de ses jours enfermée dans sa maison à ne voir que lui, ne peut étouffer son amour pour Leonardo, alors même que lui est désormais marié.
Le matin des noces, Leonardo est le premier convive à arriver, alors que la Novia n'est pas encore prête ; leur rencontre révèle l'étendue d'une passion réciproque, néanmoins réprimée violemment par chacun d'eux. Puis les amoureux se séparent, avec la ferme intention de ne jamais se revoir. Mais alors que le mariage a été célébré et que la fête bat son plein, Leonardo et la Novia s'enfuient ensemble, poussés par une force plus intense que leur vouloir. 
S'ensuit une longue traque dans les bois, guidée par des voix plus puissantes que celles des hommes ; le fiancé outragé finit par retrouver les fuyards et dans la nuit sinistre, Leonardo et le Novio tombent par la main l'un de l'autre.

## Mises en scène notables
- 1963 : de Bernard Jenny, théâtre du Vieux-Colombier
- 1988 : de Lisa Raguère à l'île de la Réunion (ministère de la Culture)
- 2016 : libre adaptation tzigane, chorégraphie et mise en scène par Pétia Iourtchenko, Cirque tzigane Romanès
- 2018 : Grignan (Drôme) Fêtes nocturnes 2018 mise en scène de Vincent Goethals d'après la pièce de Federico García Lorca
- La tragédie poétique, le chant de Lorca, redoutable, présentée à Grignan, devant la façade du château, est une belle et intelligente réussite. C’est un poème lyrique, oui, et Vincent Goethals adjoint, heureuse idée, des chants andalous, les canciones espanolas antiguas répertoriés par Lorca lui-même. Ces chants-là donnent leur poids de douleur et d’humanité, ajoute à cette passion, à ce martyre. Il est impressionnant de voir combien tous les acteurs font littéralement corps avec cette langue qui devient chair, sang, habitée d’un souffle de vie épique, à la proue de cette façade emblématique du château de Grignan qui s’efface devant ce drame avant de s’embraser, éclaboussé de rouge, projetant sur le public le sang des victimes.
- Denis Sanglard, un Fauteuil pour l'Orchestre
- De façon transversale, l’épique et le sensuel s’entendent pour nous émouvoir en rejoignant le sang de ces prodigieuses noces.
- Évelyne Tran, Théâtre au Vent
- Le public est debout tous les soirs à Grignan pour applaudir les comédiens professionnels, mais aussi les cousins de la noce, comédiens d’un soir, tous ravis de l’expérience. Les Fêtes nocturnes de Grignan sont un rendez-vous à part dans les festivals de l’été. Certainement le plus populaire.
- Stéphane Capron, France Inter
- Les scènes fortes qui se déroulent toujours à deux ou trois personnages et sont toutes sous-tendues par un danger possible, affrontements qui, jusqu'au bout, jusqu'à l'amour enfin libéré des deux amants dans l'univers fantasmagorique de la forêt, loin de l'ordre humain qui, là encore, est une lutte.[...] C'est une fête en effet qui ne fera que galoper de plus en plus fort, de plus en plus haut, tout au long de l'été, à mesure que les représentations donneront des ailes au spectacle.
- Bruno Fougniès, La Revue du Spectacle
- Dans les moments de fête, portés par un trio énergique de musiciens et par les « Canciones españolas antiguas » que Lorca avait lui-même répertoriées, la mise en scène de l'ancien directeur du Théâtre du Peuple de Bussang éclate dans toute sa générosité Vincent Bouquet, Les Échos
- La découverte de la scénographie nous séduit par son ingéniosité, et sa simple élégance. Au fur et à mesure que la nuit tombe, le sort tragique des fiancés se noue inexorablement. Le spectacle est une belle réussite et offre des images magnifiques.Marie-Lautre Atinault

## Chorégraphie
- 1999 : de Merche Esmeralda

## Adaptations au cinéma
- 1977 : Noces de sang de Souheil Ben Barka
- 1981 : Noces de sang (Bodas de sangre), de Carlos Saura
- 2015 : La novia de Paula Ortiz